# جان مايكل غامبيل

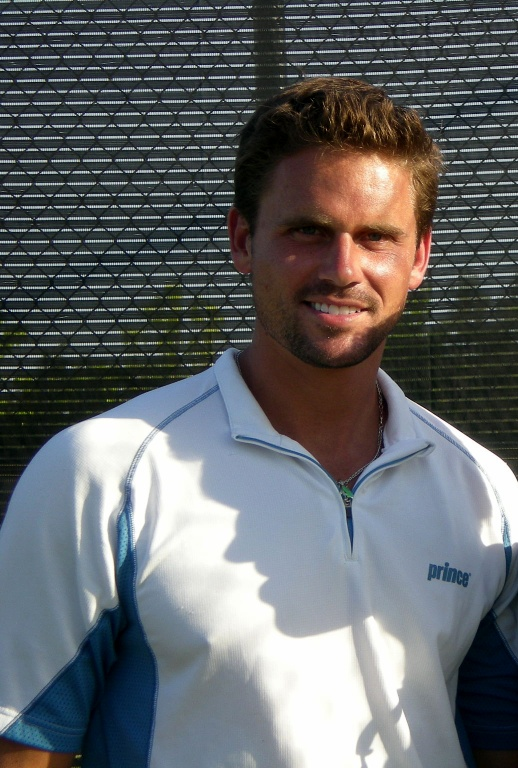

جان مايكل غامبيل (بالإنجليزية: Jan-Michael Gambill)‏ (ولد في 3 يونيو 1977، في الولايات المتحدة الأمريكية). هو لاعب كرة مضرب أمريكي معتزل.

## روابط خارجية
- جان مايكل غامبيل على موقع رابطة محترفي التنس (الإنجليزية)
- جان مايكل غامبيل على موقع الاتحاد الدولي لكرة المضرب (الإنجليزية)
- جان مايكل غامبيل على موقع كأس ديفيز (الإنجليزية)
- جان مايكل غامبيل على موقع خلاصة التنس.كوم (الإنجليزية)
- جان مايكل غامبيل على موقع إي إس بي إن.كوم (الإنجليزية)

- صفحته بموقع رابطة محترفي التنس